# Nicolau Hagioteodorita
Nicolau Hagioteodorita (em grego: Νικόλαος Ἁγιοθεοδωρίτης; romaniz.: Nikólaos Hagiotheodorítes; m. 1175) foi um estudioso, oficial e metropolita bizantino de Atenas.

## Vida
A família Hagioteodorita aparece pela primeira vez no começo do século XII, e foram todos funcionários civis e religiosos. Nicolau e seus dois irmãos ascenderam e ocuparam alguns ofícios sob Manuel I Comneno (r. 1143–1180): Miguel tornar-se-ia mestre do caníclio, orfanotrofo e logóteta do dromo, enquanto João tornar-se-ia prefeito urbano de Constantinopla e mesazonte. Nicolau Hagioteodorita serviu como professor de direito (nomofílax) e inclusive reteve o posto de "mestre dos retóricos" (maistor ton rhetoron). Ele então residiu em Atenas como bispo metropolita de cerca de 1160 até sua morte em 1175. Seu sucessor foi o estudioso Miguel Coniates.